# Västra Bläcketjärnet
Västra Bläcketjärnet är en sjö i Eda kommun i Värmland och ingår i Göta älvs huvudavrinningsområde.